# Arrondissement d'Olpe
Pour l’article homonyme, voir Olpé.
L'arrondissement d'Olpe (Kreis Olpe) est situé au sud du Land de Rhénanie-du-Nord-Westphalie. Il est traversé par la rivière la Lenne et l'autoroute A 45 (Gießen-Dortmund); l'autoroute A 4 (Cologne-Olpe) s'y termine. L'arrondissement a des limites avec les arrondissements de Haut-Berg, Mark, Haut-Sauerland et Siegen-Wittgenstein ainsi que l'arrondissement rhénano-palatien d'Altenkirchen. Il est l'arrondissement le moins peuplé du Land.

## Histoire
Le territoire de l'arrondissement ne fut guère modifié par la réforme des territoires communaux de l'année 1975.

## Communes
L'arrondissement compte 7 communes dont 4 villes :
- Attendorn, ville
- Drolshagen, ville
- Finnentrop
- Kirchhundem
- Lennestadt, ville
- Olpe, ville
- Wenden

## Politique

### Administrateurs de l'arrondissement
| Administrateur             | Période                               |
| Caspar Freusberg (de)      | 1817–1836                             |
| Adolf Freusberg (de)       | 1837–1869                             |
| Joseph Freusberg (de)      | 1870–1883                             |
| Friedrich Freusberg (de)   | 1886–1916                             |
| Caspar Freusberg (de)      | 1917–1926                             |
| Bernhard Wening (de)       | 1926–1933                             |
| Herbert Evers (de)         | 1933–1941                             |
| Heinrich Otto Spies        | 11 avril 1945 – 20 juillet 1945       |
| Richard Klewer (de)        | 21 juillet 1945 – 21 février 1946     |
| Josef Schrage (de) (CDU)   | 19 juin 1946 – 22 octobre 1953        |
| Josef Metten (de) (CDU)    | 1er novembre 1953 – 30 juillet 1966   |
| Helmut Kumpf (de) (CDU)    | 4 octobre 1966 – 27 janvier 1971      |
| Horst Limper (de) (CDU)    | 28 avril 1971 – 15 juillet 1984       |
| Hanspeter Klein (de) (CDU) | 30 septembre 1984 – 30 septembre 1999 |

### Élections de l'administrateur (Landrat)
| Parti | Scrutin du 12 septembre 1999 | Scrutin du 12 septembre 1999 | Scrutin du 12 septembre 1999 | Scrutin du 26 septembre 2004 | Scrutin du 26 septembre 2004 | Scrutin du 26 septembre 2004 |
|       | Candidat                     | Votes                        | %                            | Candidat                     | Votes                        | %                            |
| ----- | ---------------------------- | ---------------------------- | ---------------------------- | ---------------------------- | ---------------------------- | ---------------------------- |
| CDU   | Frank Beckehoff              | 46 743                       | 73,1 %                       | Frank Beckehoff              | 47 120                       | 73,3 %                       |
| SPD   | Rudolf Seidenstücker         | 14 614                       | 22,9 %                       | Thomas Förderer              | 17 156                       | 26,7 %                       |
| Grüne | Dagmar Hanses                | 2 570                        | 4,0 %                        |                              |                              |                              |

### Élections du conseil (Kreistag) du 26 septembre 2004
| Parti | Votes  | %      | Sièges |
| ----- | ------ | ------ | ------ |
| CDU   | 39 905 | 62,1 % | 30     |
| SPD   | 16 750 | 26,1 % | 13     |
| Grüne | 4 336  | 6,7 %  | 3      |
| FDP   | 3 266  | 5,1 %  | 2      |

## Juridictions
Juridiction ordinaire

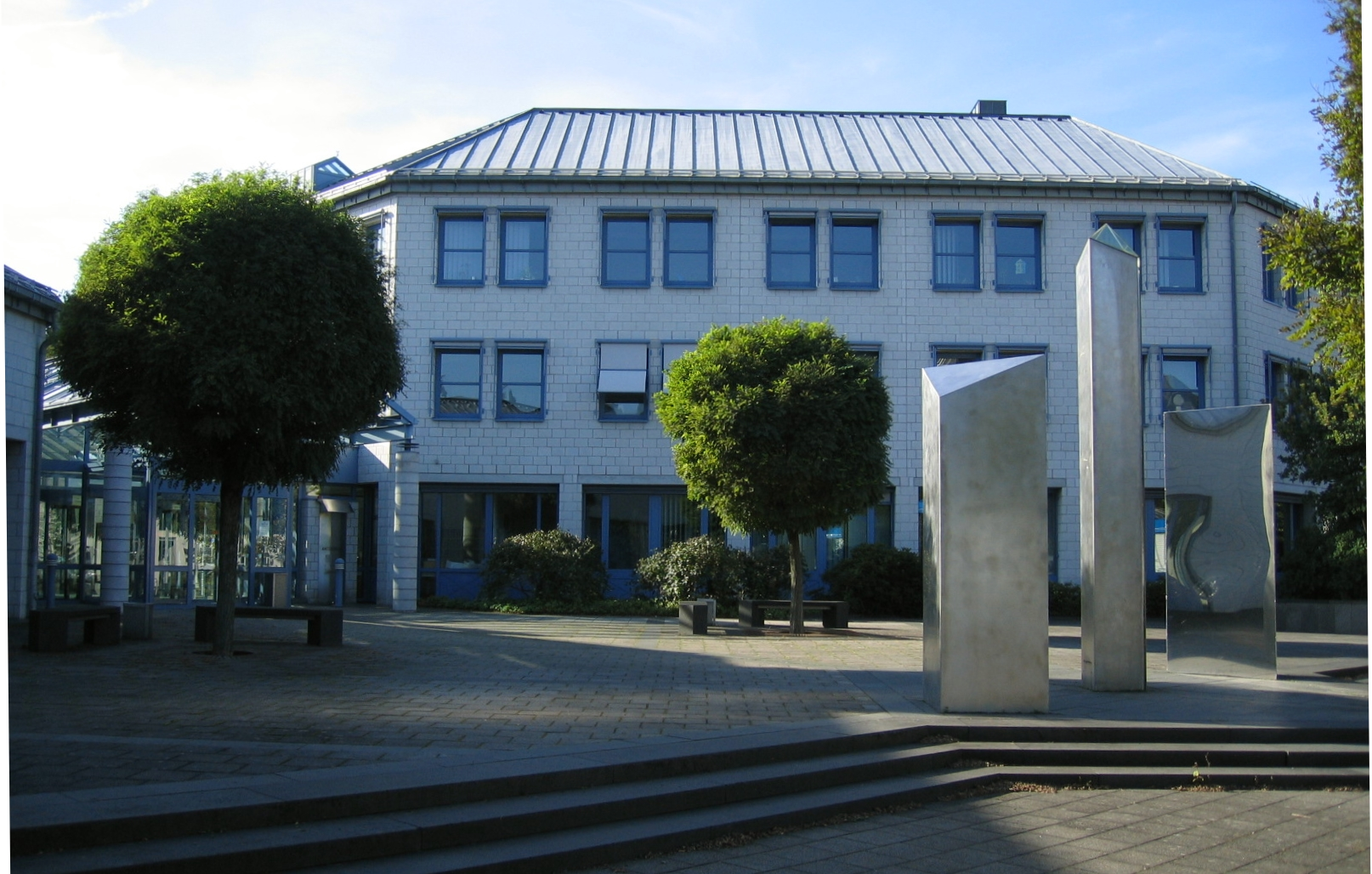
Tribunal cantonal d'Olpe

- Cour d'appel (Oberlandesgericht) de Hamm
  - Tribunal régional (Landgericht) de Siegen
    - Tribunal cantonal (Amtsgericht) de Lennestadt: Finnentrop, Kirchhundem, Lennestadt
    - Tribunal cantonal d'Olpe: Attendorn, Drolshagen, Olpe, Wenden

Juridiction spéciale
- Tribunal supérieur du travail (Landesarbeitsgericht) de Hamm
  - Tribunal du travail (Arbeitsgericht) de Siegen
- Tribunal administratif (Verwaltungsgericht) d'Arnsberg
- Tribunal des affaires de Sécurité sociale (Sozialgericht) de Dortmund